# Matthew Macklin
Matthew Macklin (født 14. maj 1982 i Birmingham i England) er en britisk-irsk professionel bokser, der konkurrerede fra 2001 til 2016, og arbejder for øjeblikket som boksemanager. Han udfordrede tre gange om mellemvægt-verdensmesterskabstitlerne mellem 2011 og 2013 og vandt flere regionale mesterskaber i den vægtklasse: den irske titel fra 2005 til 2006; britiske titel i 2009; og den europæiske titel fra 2009 til 2011.
Hans mest bemærkelsesværdige sejre var mod Amin Asikainen, Joachim Alcine, Jose Yebes og Brian Rose. Han tabte til store navne som Felix Sturm, Sergio Martínez og Gennady Golovkin.